# اريك غرين
اريك غرين (بالإنجليزية: Eric Green)‏ هو لاعب كرة قدم أمريكية أمريكي، ولد في 16 مارس 1982 في باهوكي في الولايات المتحدة.

## وصلات خارجية
- اريك غرين على موقع مرجع كرة القدم المحترفة.كوم (الإنجليزية)
- اريك غرين على موقع JustSportsStats.com (الإنجليزية)